# Дијес (Арканзас)
Дијес (енгл. Diaz) град је у америчкој савезној држави Арканзас.

## Демографија
По попису из 2010. године број становника је 1.318, што је 34 (2,6%) становника више него 2000. године.
| Група             | 2000.       | 2010.       |
| Белци             | 890 (69,3%) | 831 (63,1%) |
| Афроамериканци    | 364 (28,3%) | 406 (30,8%) |
| Азијати           | 0 (0,0%)    | 1 (0,1%)    |
| Хиспаноамериканци | 15 (1,2%)   | 48 (3,6%)   |
| Укупно            | 1.284       | 1.318       |